# Космічна станція 76
«Космічна станція 76» (англ. Space Station 76) — науково-фантастична стрічка 2014 року, у якій знімались Патрік Вілсон, Лів Тайлер, Меттью Бомер, Маріса Куглан, Кайлі Роджерс, Келі Роша. Прем'ра стрічки відбулась на фестивалі South by Southwest.

## Сюжет
Молода та приваблива Джессіка прибуває на космічний корабель Омега 76 як другий пілот. Спочатку колектив на чолі з капітаном Гленном здався їй дружнім і привітним. Але подальше спілкування з командою поступово розкривало секрети. Капітан Гленн потерпає через те, що члени екіпажу не поважають його, а сам він з кожним разом дає все безглуздіші накази. Білявка Місті, обов'язки на кораблі якої незрозумілі, бо вона не розбирається в жодній галузі, щоб бути корисною. Її бойфренд Тед хоче бути разом з Місті, але жінка більшу частину часу спілкується з роботом-психіатром, а донька Саншайн весь час почувається нещасливою.
На вечірці з нагоди Різдва команда грала в «Істину». Під час гри розкрились гомосексуальність Гленна, неспроможність Джессіки мати дітей. Несподівано, корабель стикається зі станцією. Саншайн вимикає гравітацію та спостерігає за метеоритним дощем.

## У ролях
| Актор               | Роль          |
| ------------------- | ------------- |
| Патрік Вілсон       | капітан Гленн |
| Лів Тайлер          | Джессіка      |
| Меттью Бомер        | Тед           |
| Маріса Куглан       | Місті         |
| Кайлі Роджерс       | Саншайн       |
| Келі Роша           | Донна         |
| Джеррі О'Коннелл    | Стів          |
| Кір Дуллі           | містер Марлов |
| Анна Софія Берглунд | Зоряний ангел |
| Майкл Стоянов       | Бот (голос)   |

## Знімальна група
- Кінорежисер — Джек Плотнік
- Сценаристи — Джек Плотнік, Дженніфер Еліз Кокс, Сем Панкейк, Келі Роша, Майк Стоянов
- Кінопродюсери — Ден Беркс, Кетрін Енн Мак-Грегор, Джоель Майклі, Рейчал Вард
- Композитори — Марк Фантіні, Стеффан Фантіні
- Кінооператор — Роберт Брінкманн
- Кіномонтаж — Шарон Руттер
- Художник-постановник — Сет Рід
- Артдиректор — Дженніфер Моллер
- Художник-декоратор — Кет Вілсон
- Художник-костюмер — Сандра Бернс
- Підбір акторів — Ерік Сульєр[2]

## Сприйняття

### Критика
Фільм отримав змішані відгуки. На сайті Rotten Tomatoes оцінка стрічки становить 67 % на основі 24 відгуки від критиків (середня оцінка 5,9/10) і 31 % від глядачів із середньою оцінкою 2,7/5 (2 791 голос). Фільму зарахований «стиглий помідор» від кінокритиків та «розсипаний попкорн» від глядачів, Internet Movie Database — 4,9/10 (6 984 голоси), Metacritic — 49/100 (10 відгуків критиків) і 5,8/10 (20 відгуків від глядачів).

### Номінації та нагороди
| Нагороди та номінації фільму «Космічна станція 76» | Нагороди та номінації фільму «Космічна станція 76» | Нагороди та номінації фільму «Космічна станція 76»                  | Нагороди та номінації фільму «Космічна станція 76» | Нагороди та номінації фільму «Космічна станція 76» | Нагороди та номінації фільму «Космічна станція 76» |
| Рік                                                | Кінофестиваль/кінопремія                           | Категорія/нагорода                                                  | Номінант                                           | Результат                                          |                                                    |
| -------------------------------------------------- | -------------------------------------------------- | ------------------------------------------------------------------- | -------------------------------------------------- | -------------------------------------------------- | -------------------------------------------------- |
| 2014                                               | South by Southwest                                 | Нагорода глядачів                                                   | Джек Плотнік                                       | Номінація                                          |                                                    |
| 2015                                               | Американська спілка спеціалістів по кастингу       | Видатні досягнення в кастингу для низькобюджетного фільму (комедія) | Ерік Сульєр                                        | Номінація                                          |                                                    |